# Enlinia californica
Enlinia californica är en tvåvingeart som beskrevs av Robinson och Arnaud 1970. Enlinia californica ingår i släktet Enlinia och familjen styltflugor.
Artens utbredningsområde är Kalifornien. Inga underarter finns listade i Catalogue of Life.